# Glycaspis ecphymata
Glycaspis ecphymata är en insektsart som beskrevs av Moore 1979. Glycaspis ecphymata ingår i släktet Glycaspis och familjen rundbladloppor. Inga underarter finns listade i Catalogue of Life.